# 国際連合安全保障理事会決議44
国連安全保障理事会決議44（こくさいれんごうあんぜんほしょうりじかいけつぎ44、英: United Nations Security Council Resolution 44, UNSCR44）は、1948年4月1日に国際連合安全保障理事会で採択された決議。パレスチナ情勢に関するものである。国際連合安全保障理事会決議42で要請された報告書を受け取り、事務総長に対して、パレスチナの将来の政府に関する問題をさらに検討するための特別総会の招集を要請した。
決議は、ウクライナ・ソビエト社会主義共和国とソビエト連邦から棄権されたが、賛成9票、反対0票で採択された。

## 決議内容
以下はその和訳。
安全保障理事会は、
1947年12月9日、パレスチナに関する1947年11月29日付の総会決議181（II）を受領し、国際連合パレスチナ委員会の第1および第2の月例進捗報告ならびに安全保障問題に関する第1の特別報告に留意し、1948年3月5日、常任理事国に協議を要請し、これらの協議に関する報告に留意した上で、国際連合憲章第20条に基づき、事務総長に対し、パレスチナの将来の政府に関する問題をさらに検討するために総会の特別会合を召集するよう要請する。